# Cerastium decalvans
Cerastium decalvans är en nejlikväxtart. Cerastium decalvans ingår i släktet arvar, och familjen nejlikväxter.

## Underarter
Arten delas in i följande underarter:
- C. d. adamovicii
- C. d. decalvans
- C. d. dollineri
- C. d. durmitoreum
- C. d. histrio
- C. d. macedonicum
- C. d. orbelicum
- C. d. sylvaticum

## Bildgalleri

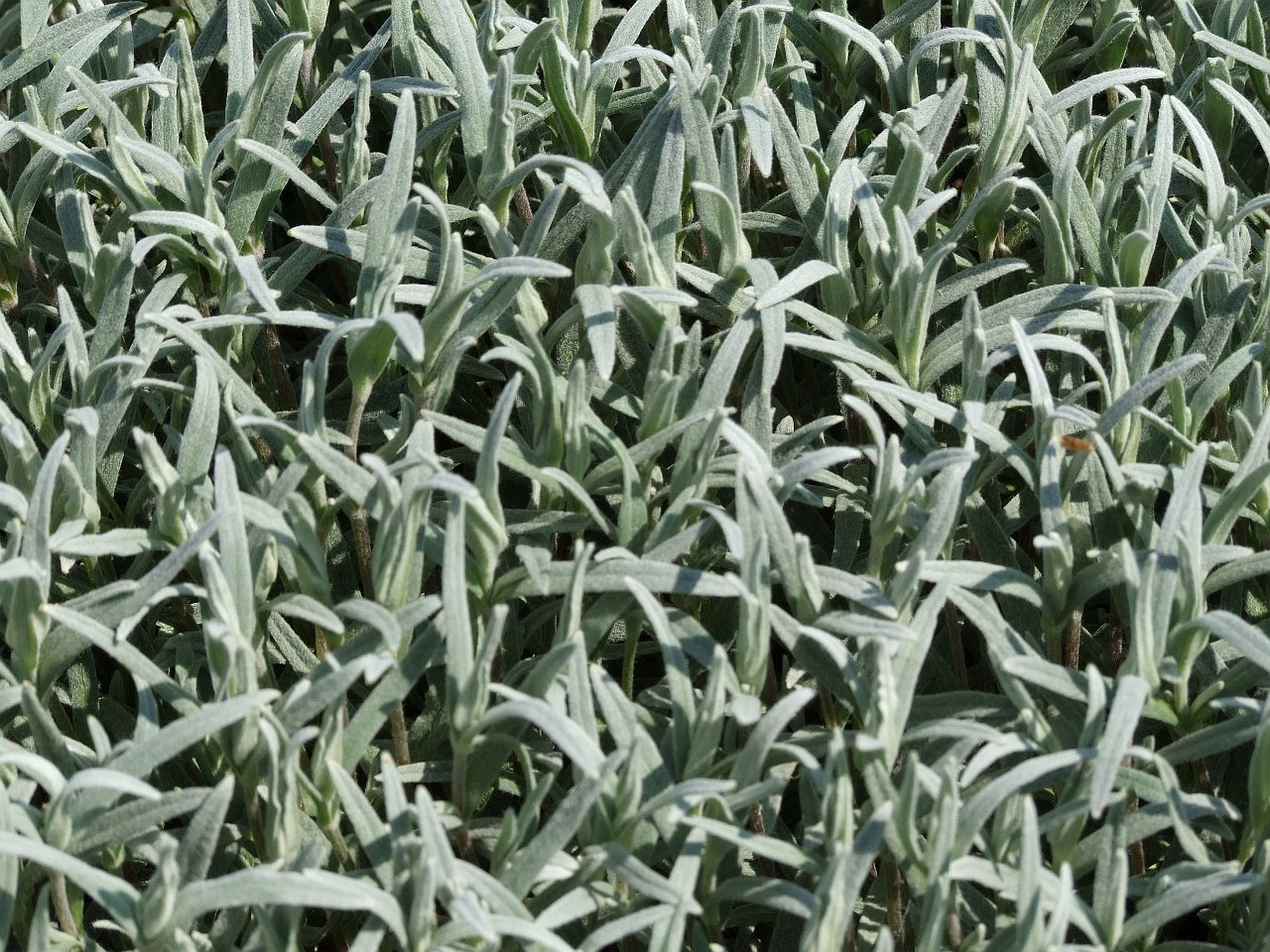
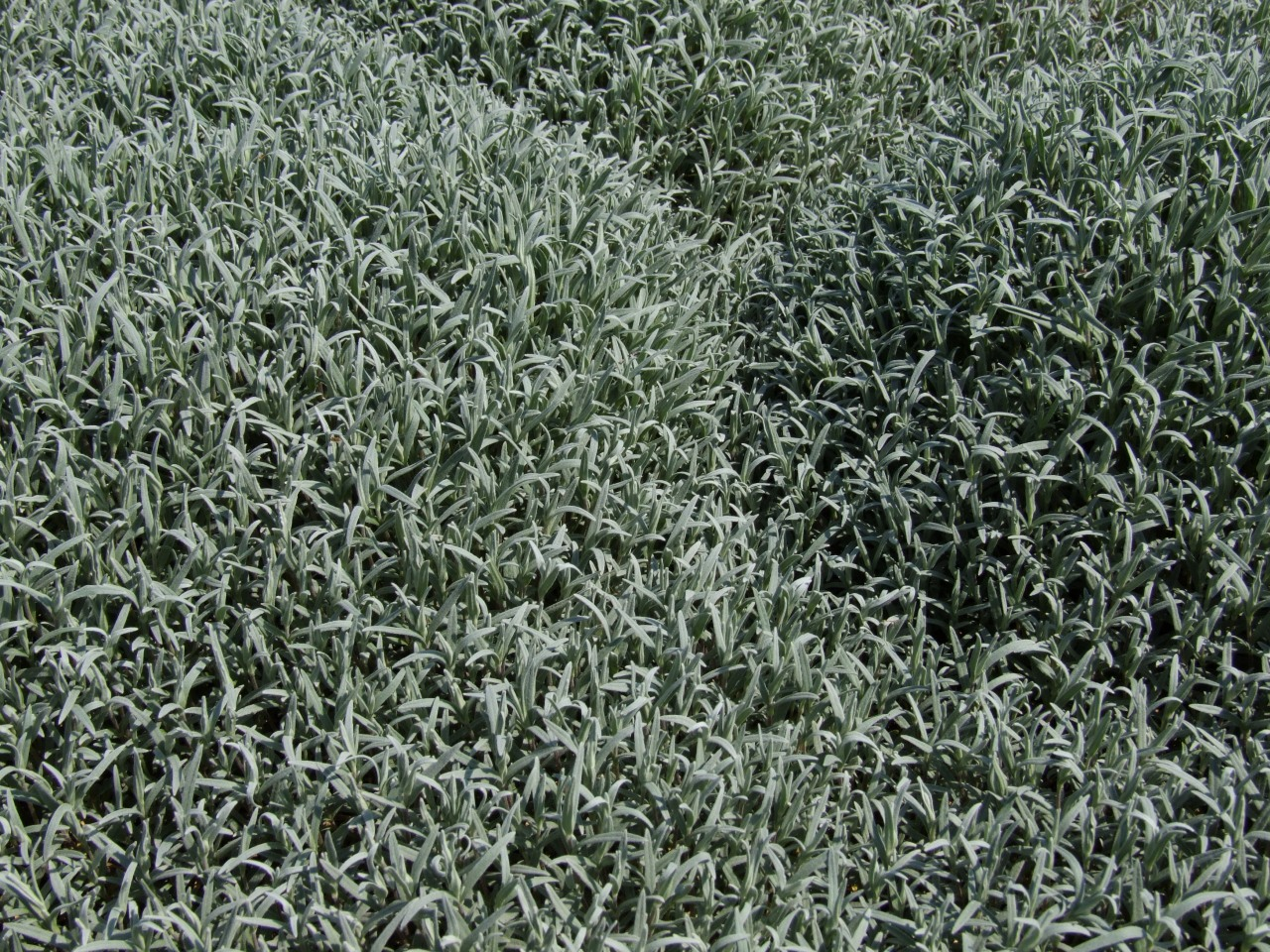